# إلغاء تعاقد خارجي
إلغاء التعاقد الخارجي (Backsourcing) هو مصطلح يصف بدقة أكبر عملية إعادة المهام التي كان يتم إسنادها لمصادر خارجية من قبل بحيث يتم تنفيذها داخل الشركة.
لقد تزايد النقاش حول مفهوم إلغاء التعاقد الخارجي بين الشركات بعد أن قررت الشركات وقف إسناد عملياتها لمصادر خارجية، سواء بسبب المشكلات التي تواجه عقود الاستعانة بمصادر خارجية أو بسبب الضغط لإعادة الوظائف إلى موطنها الأصلي أو لمجرد انعدام فعالية إسناد أي مهمة معينة لمصادر خارجية بعيدًا عن الشركة.
وفي بعض الأحيان، يتم استبدال مفهوم إلغاء التعاقد الخارجي (backsourcing) بمفهوم "الاستعانة بمصادر داخلية (insourcing)"، ولكن مصطلح الاستعانة بمصادر داخلية يشير ببساطة إلى تنفيذ أنشطة معينة داخل الشركة (سواء أكانت بواسطة جهة أخرى أم لا), بينما يُشير مفهوم إلغاء الاستعانة بمصادر خارجية إلى إعادة تنفيذ الأنشطة التي كان يتم إسنادها من قبل لمصادر خارجية داخل الشركة.